# Giannissima
Giannissima è il secondo album dal vivo della cantautrice italiana Gianna Nannini.

## Descrizione
Prodotto dalla cantante stessa insieme con l'inglese David M. Allen, è stato registrato durante lo Scandalo Tour 1990. I brani sono stati incisi il 7 dicembre 1990 a Colonia e il 14 dicembre 1990 a Milano (eccetto Bello e impossibile che è stato registrato il 13 luglio 1991 a Montreux durante il 25° Montreux Jazz Festival).

## Tracce
1. Intro
2. I maschi - 5.49
3. Primadonna - 4.12
4. Profumo - 3.45
5. Sorridi - 3.41
6. Bello e impossibile - 3.45
7. Dea - 3.09
8. E-ya-po e-ya-po - 7.56
9. Avventuriera - 3.52
10. America - 5.04
11. Scandalo - 3.30
12. Latin lover - 5.40
13. Io e Bobby McGee - 4.05
14. Terra straniera - 4.33
15. Outro

## Musicisti
- Gianna Nannini - voce, chitarra, pianoforte
- Hans Baar - basso
- Rüdiger Braune - batteria
- Franco Faraldo - percussioni
- Chris Jarrett - chitarra
- Andy Wright - tastiere

## Classifiche

### Classifiche settimanali
| Classifica (1991) | Posizione massima |
| ----------------- | ----------------- |
| Austria           | 36                |
| Europa            | 44                |
| Germania          | 31                |
| Italia            | 8                 |
| Svizzera          | 20                |

### Classifiche di fine anno
| Classifica (1991) | Posizione |
| ----------------- | --------- |
| Italia            | 48        |